# Carlencas-et-Levas
Carlencas-et-Levas ist eine französische Gemeinde mit 115 Einwohnern (Stand: 1. Januar 2022) im Département Hérault in der Region Okzitanien. Sie gehört zum Arrondissement Béziers und zum Kanton Clermont-l’Hérault.

## Geographie
Carlencas-et-Levas liegt etwa 40 Kilometer nördlich des Stadtzentrums von Béziers. Carlencas-et-Levas wird umgeben von den Nachbargemeinden Lunas-les-Châteaux im Norden, Brenas im Nordosten und Osten, Pézènes-les-Mines im Osten und Süden, Bédarieux im Südwesten und Westen sowie La Tour-sur-Orb im Westen.

## Bevölkerungsentwicklung
| Jahr                       | 1962 | 1968 | 1975 | 1982 | 1990 | 1999 | 2006 | 2012 | 2020 |
| Einwohner                  | 50   | 49   | 54   | 68   | 87   | 88   | 113  | 130  | 126  |
| Quellen: Cassini und INSEE |      |      |      |      |      |      |      |      |      |

## Sehenswürdigkeiten

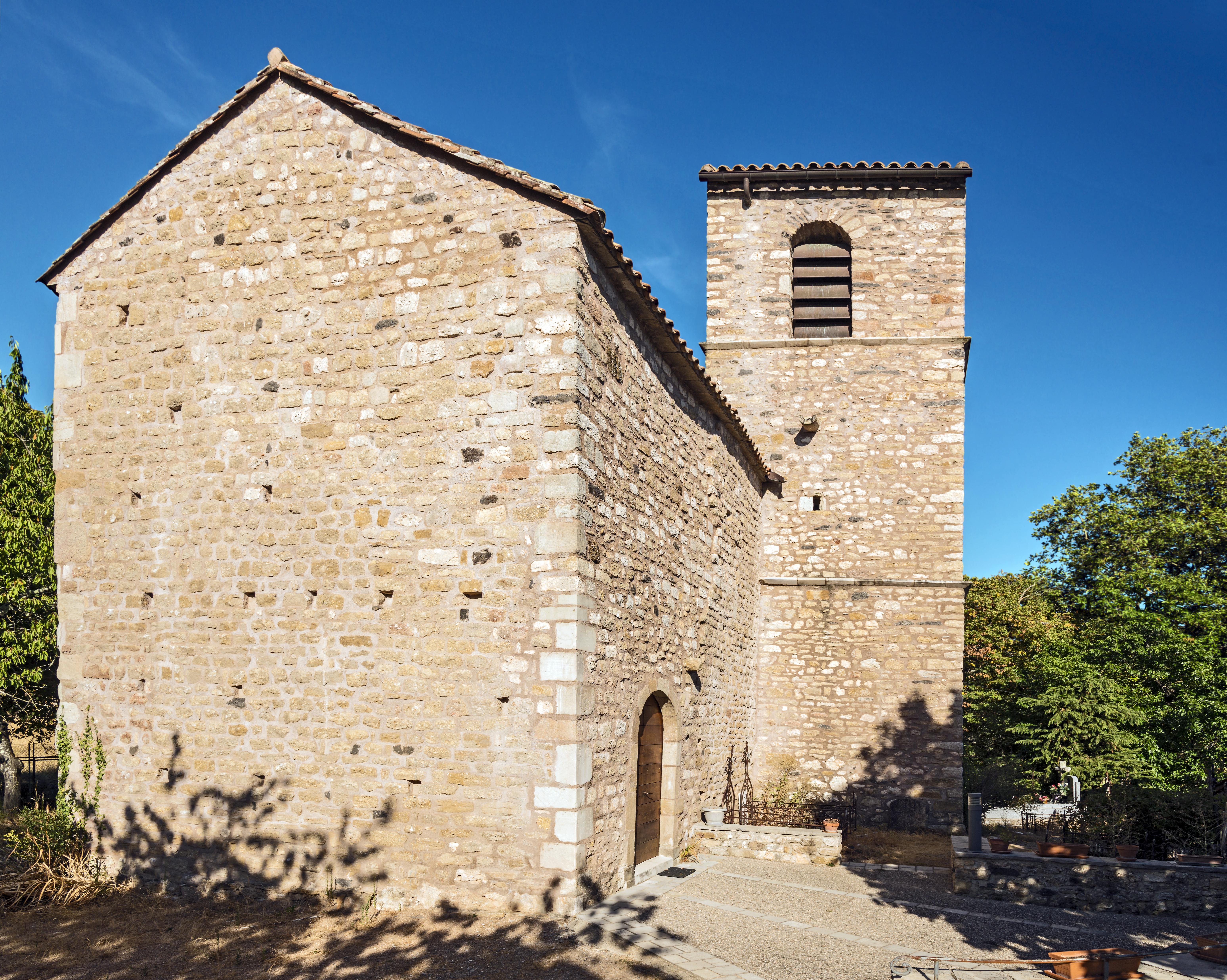
Kirche Saints-Pierre-et-Paul in Levas
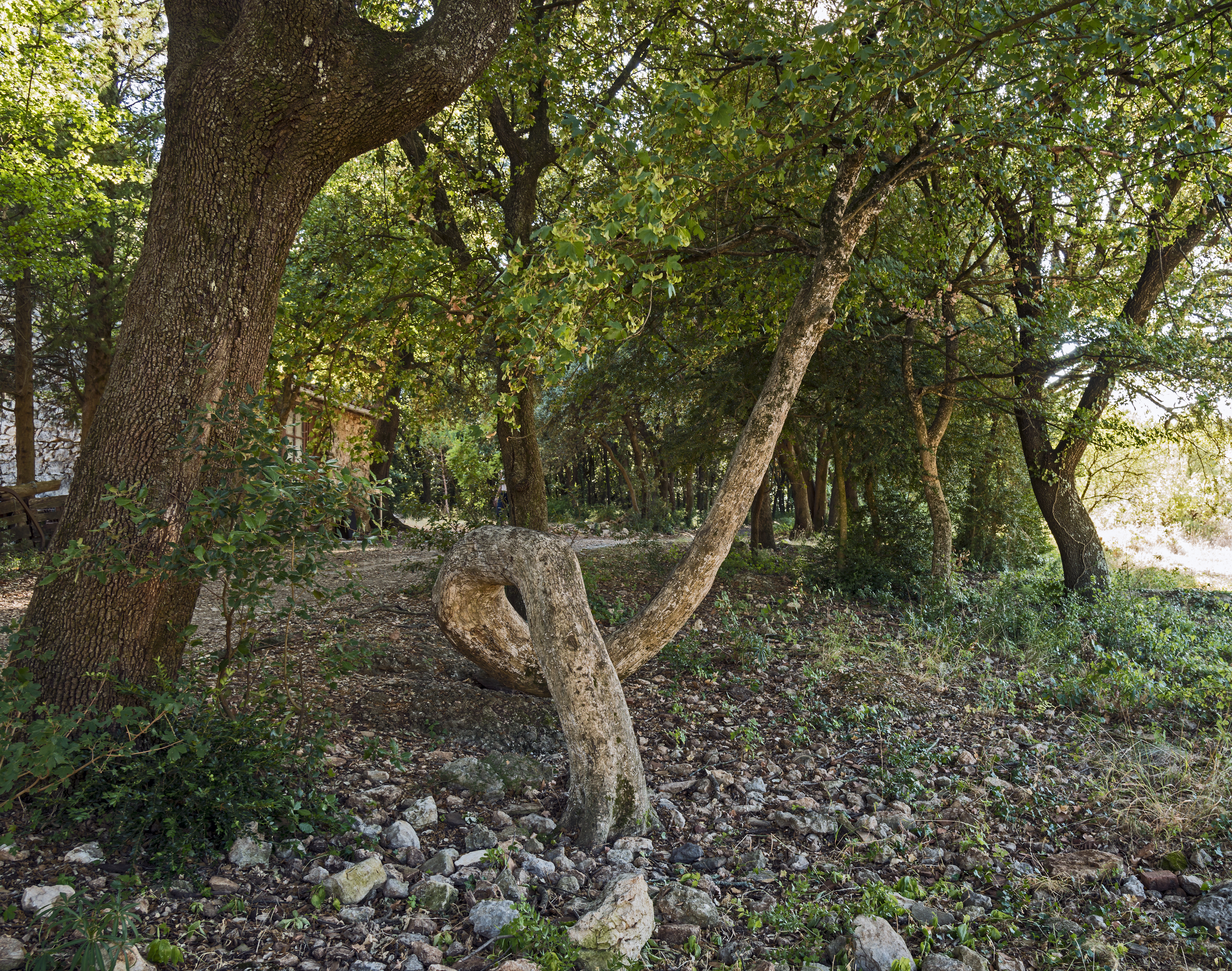
Kirche Saint-Martin in Carlencas

- Kirche Saints-Pierre-et-Paul in Levas
- Schiefer Baum vor der Kirche.